# غونبو
غونبو هي مدينة في كوريا الجنوبية، تتبع مقاطعة غيونغي، بلغ عدد سكانها 285,721 نسمة في 2015، تبلغ مساحتها 36.352005 كيلومتر مربع.

## أعلام
- جيسو
- كوه ميونغ جين
- سو كانغ جون